# Dongpo
Dongpo is een plaats in het Arrondissement Huangping in de zuidelijke provincie Guizhou van de Volksrepubliek China. 
De gevangenis van Dongpo dateert uit 1953 en is verbonden aan een grote theeplantage. Dongpo ligt tussen de stad Huangping en Shibing.